# Lophiotoma acuta
Lophiotoma acuta is een slakkensoort uit de familie van de Turridae. De wetenschappelijke naam van de soort is voor het eerst geldig gepubliceerd in 1811 door Perry.